# Більченко Феодосій Лукич
Феодосій Лукич Більченко (1922 — 2004) — Герой Радянського Союзу (1945).

## Біографія
Народився 28 вересня 1922 року в селі Домашлин (нині Корюківський район, Чернігівська область України) у багатодітній сільській родині, був найстаршим з 6-ти дітей. Закінчив 4 класи Домашлинської початкової школи. Працював у колгоспі. У 16 років за комсомольською путівкою поїхав на Донбас, де працював на шахті коноводом.
У 1943 році призваний до лав РСЧА. В діючій армії з січня 1944 року. Помічник командира взводу 218 стрілецького полку (77-ма гвардійська стрілецька дивізія, 69-а армія, 1-й Білоруський фронт) комсомолець гвардії старший сержант Більченко відзначився при прориві оборони противника на Пулавському плацдармі. 14 січня 1945 року він першим увірвався у ворожу траншею. У ході бою замінив вибулого зі строю командира взводу. У боях за міста Зволень і Радом (Польща) його взвод здійснив обхідний маневр при якому знищив багато гітлерівців, захопив штабні документи, полонив 36 солдат і офіцерів.
По закінченню бойових дій, був командиром одної з бригад яка демонтувала обладнання із заводів у Берліні.
З 1946 року демобілізований. Жив у селі Домашлин, працював у колгоспі, займався механізацією ферм, ремонтував техніку. Помер 4 червня 2004 року.

## Звання та нагороди
27 січня 1945 року Ф. Л.Більченку присвоєно звання Героя Радянського Союзу.
Також нагороджений:
- орденом Леніна
- орденом Трудового Червоного прапора (за вагомий внесок у відбудову народного господарства після війни)
- орденом Вітчизняної війни 1 ступення
- орденом Червоної Зірки
- медалями

Указом Президента України Ф. Л.Більченка також відзначено:
- орденом Богдана Хмельницького III ступеня (1999)[1].